# Władysław Berkan
Władysław Berkan (ur. 16 lutego 1859, zm. 30 stycznia 1941) – działacz społeczny i gospodarczy.

## Życiorys

### Życie prywatne
Władysław Berkan urodził się we wsi Sampława k. Lubawy, a jego rodzicami byli Józef Berkan, szewc oraz Katarzyna z domu Kucińska. Od 1887 był żonaty z Anną Umieńską–Kornaszewską, z którą miał czworo dzieci: córkę zmarłą w dzieciństwie oraz Kazimierę (1889-1969), Janinę i Kazimierza. Zmarł w Zakopanem 30 stycznia 1941 i tam został pochowany.

### Wykształcenie i praca zawodowa
Po ukończeniu podstawówki wyuczył się krawiectwa i w Lubawie, Grodzisku i Poznaniu pracował w swoim zawodzie. Wyjechał do Berlina w którym w 1880 był krojczym. Osiem lat później wybudował własny warsztat, który z czasem się rozbudował. W Wielkopolsce i na Pomorzu oraz w Rosji i Stanach Zjednoczonych sprzedawał odzież detalicznie i hurtowo. Od 1880 do 1917 był działaczem polonijnych organizacji zawodowych i społecznych.

### Działalność społeczna
W wielu stowarzyszeniach zawodowych i oświatowych był między innymi: od 1893 do 1917 w Towarzystwie Polskich Przemysłowców jego kilkakrotny przewodniczący, od 1895 do 1914 w Związku Towarzystwa Polskiego jeden z jego założycieli oraz przewodniczący, w Towarzystwie Polsko-Katolickiego był członkiem i honorowym jego prezesem oraz był członkiem w Towarzystwie „Oświata” oraz Spółce Pożyczkowej „Skarbona”. Był zwolennikiem polskiej prasy: „Dziennika Berlińskiego” (współzałożyciel tegoż pisma) i „Narodowca”, w których umieszczał swoje artykuły. Organizator zjazdów zawodowych i imprez kulturalnych w ramach Rocznic polskich. Zasiadał także w poznańskim zarządzie Towarzystwa Opieki nad Wychodźcami Sezonowymi. Przedsiębiorstwo którym kierował przekazał w 1917 bratu, a sam zamieszkał w Poznaniu. Od 1919 radca miejski i ławnik, a także był członkiem deputacji szkolnej magistratu. W Izbie Przemysłowo–Handlowej był zatrudniony na etacie radcy, będąc współudziałowcem i członkiem rad nadzorczych przedsiębiorstw handlowo–przemysłowych branży tekstylnej. Współzałożyciel Towarzystwa Miłośników Poznania. Napisał pamiętnik Życiorys własny, który ceniono w literaturze pamiętnikarskiej i był także przedmiotem studiów socjologicznych.

## Twórczość
- Ks. Patron Wawrzyniak w moich wspomnieniach, przedm. J. Prądzyński, Księgarnia św. Wojciecha, Poznań-Warszawa-Wilno-Lublin [b.d.w.]
- Życiorys własny, przedm. F. Znaniecki, Poznań 1924[4]